# Odval na Ostravici

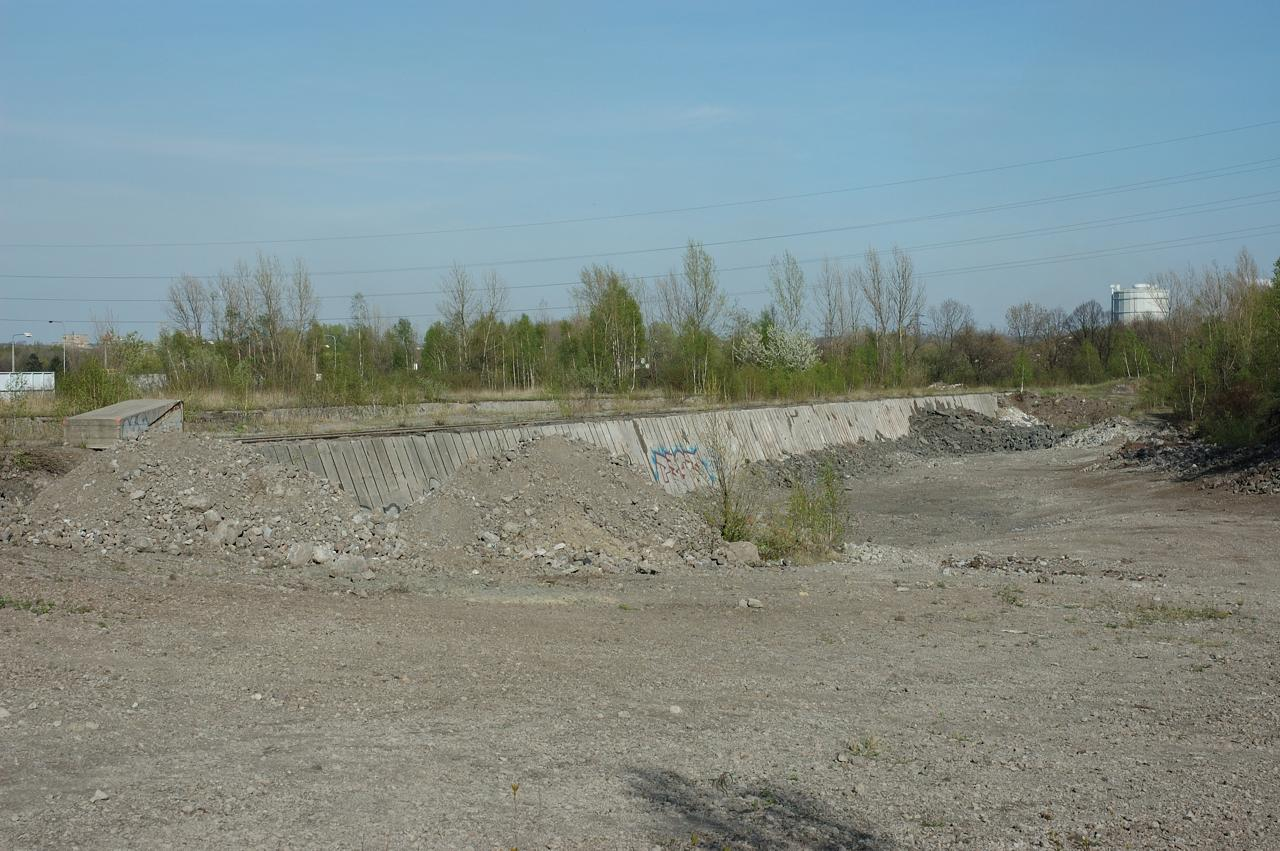
Odval na Ostravici, stav v roce 2007

Odval na Ostravici nebo také Odval Rudná je ostravský odval, který v minulosti sloužil především pro potřeby klopení žhavé strusky z vysokých pecí Nové huti. V současnosti je využíván vzácně.

## Lokalizace
Odval o rozloze 3,5 ha se nachází v městském obvodu Slezská Ostrava. Prostor odvalu je ze severu ohraničen Rudnou ulicí, z východu Frýdeckou ulicí, z jihu železniční vlečkou Nová huť - Vítkovické železárny a ze západu řekou Ostravicí. Před výstavbou Rudné ulice se odval nacházel i v prostoru pod touto nynější ulicí a severně od ní směrem ke Kunčičkám.

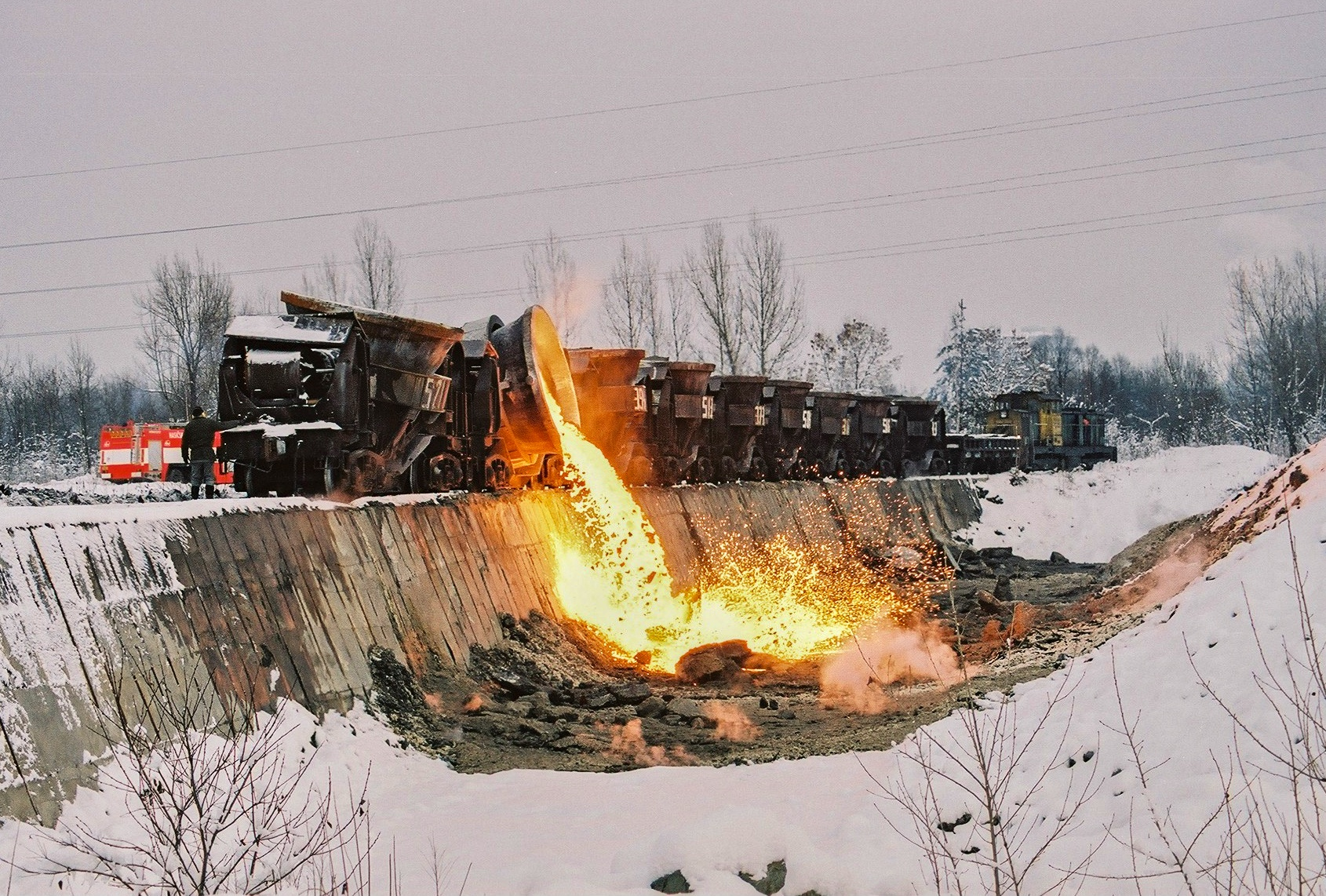
Mimořádné klopení na Ostravici v roce 2004

## Historie
Výstavba odvalu byla zahájena v roce 1952 a 27. listopadu téhož roku zde bylo zahájeno klopení strusky. Odval byl vybudován pouze jako provizorní řešení do doby zprovoznění definitivního odvalu Lihovarská. K tomu došlo v roce 1958 a od té doby byl odval používán jen sporadicky, v podstatě pouze v případě nemožnosti klopení na haldě Lihovarská.
V závěru 60. let 20. století byla budována Rudná ulice, v důsledku této stavby došlo ke zmenšení odvalu.